# Spalax giganteus
Spalax giganteus är en däggdjursart som beskrevs av Alfred Nehring 1898. Spalax giganteus ingår i släktet Spalax och familjen mullvadsråttor. IUCN kategoriserar arten globalt som sårbar. Inga underarter finns listade i Catalogue of Life.
Med en kroppslängd (huvud och bål) av 250 till 350 mm och en vikt upp till 1000 g är arten störst i släktet Spalax. Hanar är allmänt större än honor. En svans saknas. Den korta pälsen har på ovansidan en silvergrå färg med gula nyanser och undersidan är endast grå. Ofta har främre delen av huvudet en ljusare till vitaktig färg. Hos ungdjur förekommer en mörkare och inte lika gulaktig päls. Arten har bredare övre framtänder jämförd med Spalax uralensis.
Denna gnagare förekommer i Ryssland väster om Kaspiska havet och norr om Kaukasusbergen. Arten lever i torra stäpper och halvöknar med gräs och glest fördelade buskar som växtlighet. Den besöker även jordbruksmark och betraktas där som skadedjur. Spalax giganteus är hela året aktiv och den äter underjordiska växtdelar. Vanligen bildas monogama par. Parningen sker i december eller januari och sedan föds 2 eller 3 ungar per kull. Ungarna stannar fram till hösten i moderns näste. De skapar antingen ett eget tunnelsystem intill moderns revir eller de utför vandringar innan de etablerar ett eget territorium. Könsmognaden infaller under andra levnadsåret.
Det komplexa boet består av tunnlar för födosöket som ligger 20 till 50 cm under markytan och av andra tunnlar som ligger djupare. Vissa delar kan ligga 300 cm under markytan. Utgångarna ligger ungefär 5 meter ifrån varandra och skapas högar som har en diameter av ungefär 100 cm samt en höjd av cirka 30 cm.